# Jeanne d’Arc (альбом)
Jeanne d’Arc (рус. Жанна д’Арк) — третий альбом итальянской симфо-пауэр-метал-группы Thy Majestie, продолжение цикла военно-исторических рок-опер группы. Альбом рассказывает о событиях Столетней войны и национальной героине Франции Жанне д’Арк. Мастеринг альбома осуществлён в шведской студии The Mastering Room Гораном Финнбергом (Goran Finnberg).

## Состав группы
- Giulio de Gregorio — вокал
- Giuseppe Bondi — клавишные
- Maurizio Malta — гитара
- Giovanni Santini — гитара
- Dario d’Alessandro — бас
- Claudio «Oengus» Diprima — ударные

## Список композиций
1. «Revelations» (Откровения) — 02:07
2. «Maiden of Steel» (Железная дева) — 04:45
3. «The Chosen» (Избранная) — 06:03
4. «Ride to Chinon» (К Шинону) — 04:30
5. «…For Orleans» (За Орлеан!) — 08:00
6. «Up to the Battle!» (К бою!) — 05:21
7. «March of the Brave» (Марш храбрых) — 01:04
8. «The Rise of a King» (Восшествие короля) — 06:29
9. «Siege of Paris» (Осада Парижа) — 06:22
10. «Time to Die» (Время умирать) — 04:48
11. «Inquisition» (Инквизиция) — 01:36
12. «The Trial» (Испытание) — 09:08